# Buryatponny
Buryatponnyn (även kallad Zabaikal eller Transbaikal) är en hästras av ponnytyp som härstammar från delrepubliken Burjatien i Sibirien, Ryssland. Ponnyn är primitiv och stark då de fötts upp i ett mycket hårt klimat i Sibirien med runt -40 grader kallt på nätterna. Buryatponnyerna har kraftig benstomme och är mycket robusta och kan ha primitiva tecken som zebratecken på benen. Buryatponnyerna kan även besitta extra gångarter som passgång och en unik gångart som är en blandning av trav och skritt som kallas Tropota. Buryatponnyerna används främst som ridhästar men även till transport och mindre jordbruk. 

## Historia
Buryatponnyn har fötts upp i området runt Bajkalsjön i Burjatien i många hundra år och härstammar troligtvis från hästar eller ponnyer från Kina och Mongoliet, speciellt då Burjatien officiellt tillhörde Mongoliet. Rasen visar stor likhet med den mongoliska ponnyn. De sibiriska uppfödarna hade en ganska grym metod för att härda hästarna. Efter ett långt arbetspass tvättades de svettiga hästarna av med iskallt vatten och fick sedan stå ute i temperaturer på ner mot -40 grader i upp till fyra timmar. Denna metod som kallades "vystojka" härdade hästarna och gjorde dem mycket tåliga mot det extrema klimatet. 
Under 1600-talet började Burjatien att koloniseras av ryssarna som reste till området för att leta guld och jaga djur för pälsarnas skull. Burjatien blev ryskt genom ett avtal år 1689 och 1728 då området skiljdes från Mongoliet. Då området koloniserades utökades jordbruken och efterfrågan på en större häst ökade. Ryssarna hade haft med sig större och tyngre arbetshästar som korsades med Buryatponnyerna. Under slutet av 1800-talet korsades Buryatponnyerna med lättare engelska fullblod som importerats till Ryssland för att göra rasen lättare. I vissa områden korsade man även in Orlovtravare.
Korsningarna förbättrade stona inom rasen som behöll många av de gamla egenskaperna som Buryatponnyn haft tidigare, medan hingstarna förändrades och fick lättare drag och tydligare influens av de engelska fullbloden och orlovtravarna. Fertiliteten sjönk även hos de nya och förbättrade hästarna och i och med att efterfrågan minskade på rasen när jordbruken och samhället mekaniserades under mitten av 1900-talet blev rasen mycket ovanlig och nästan utrotningshotad. 
Idag är rasen väldigt ovanlig och har ingen status som en egen ras, inte ens i Ryssland och det finns bara ett fåtal flockar av ponnyerna hos privata uppfödare och bönder. 

## Egenskaper
Buryatponnyn är en massiv och robust ponny som är ganska primitiv men mycket stark. De har ett starkt motstånd mot kyla och dåligt klimat, bland annat genom att de får en mycket kraftig och vattentät vinterpäls. Ponnyerna har korta ben och är oftast runt 130-135 cm i mankhöjd men lokalt kan ponnyerna vara både lägre eller högre än standardmåttet. Ponnyerna har korta och något smala ben men med kraftig benmassa och små hovar medan huvudet är ganska kraftigt och stort med en utåtbuktande nosprofil och kraftig käke. Halsen kan vara ganska kort men kraftigt musklad och ryggen är rak och stark. Ponnyerna är främst gråskimmel, brun eller fux och har ofta primitiva tecken som en mörkare ål längs ryggraden eller zebratecken på benen. 
Ponnyerna används främst som ridhästar och har ibland två extra gångarter utöver de normala tre skritt, trav och galopp. De kan ha en unik gångart som kallas tropota, en blandning av skritt och trav som liknar running walk. Passgångare är mycket eftertraktade och därför mycket dyra och passgångare av hög kvalitet är ovanliga. Buryatponnyn är mycket härdig och uthållig och kan oftast färdas på långa distanser med lite mat och vatten. Ponnyerna hålls ofta utomhus året runt utan att stödfodras och har därför utvecklat ett system för att klara av vintrarna med magert bete. på somrarna äter de upp sig och lägger på mycket vikt som de sedan kan ta av som reserv under vintern. Ponnyerna används ibland även som transportdjur och till lättare jordbruk. 